# 科內爾鎮區 (密歇根州)
科內爾鎮區（英語：Cornell Township）是位於美國密歇根州德爾塔縣的一個行政鎮區。

## 地方資料
科內爾鎮區的面積為155.90平方千米，當中陸地面積為154.80平方千米，而水域面積為1.10平方千米。根據2020年美國人口普查的數據，當地共有人口565人，而人口密度為每平方千米3.62人。